# Cuverville-sur-Yères
Cuverville-sur-Yères è un comune francese di 226 abitanti situato nel dipartimento della Senna Marittima nella regione della Normandia.

## Società

### Evoluzione demografica
Abitanti censiti